# Jason Hathaway
Jason Hathaway est un pilote automobile de stock-car né à Appin en Ontario, Canada, le 22 novembre 1976.

## Carrière
Champion de la catégorie Street Stock à Delaware Speedway en 2001 et recrue de l'année en CASCAR Sportsman en 2002, il est vice-champion de la série en 2004 grâce notamment à trois victoires à Mosport, Ste-Croix et Kawartha.
Hathaway est en 2006 nommé recrue de l'année en CASCAR Super Series. Actif dans la Série NASCAR Canadian Tire depuis les tous débuts en 2007, il est un des trois seuls pilotes à avoir pris le départ des 100 premières courses de la série avec D.J. Kennington et Scott Steckly. Il a remporté sa première victoire à Kawartha en 2008. En date du 15 juin 2015, il a ajouté cinq autres victoires à son palmarès dont deux à Barrie Speedway et deux autres à l'Autodrome Chaudière et termine vice-champion de la série.

### NASCAR Canadian Tire
| Année | Départs | Poles | Victoires | Top 5 | Top 10 |
| ----- | ------- | ----- | --------- | ----- | ------ |
| 2007  | 12      | 0     | 0         | 1     | 8      |
| 2008  | 13      | 0     | 1         | 3     | 5      |
| 2009  | 13      | 0     | 0         | 2     | 10     |
| 2010  | 13      | 0     | 0         | 3     | 11     |
| 2011  | 12      | 0     | 0         | 1     | 5      |
| 2012  | 12      | 0     | 0         | 4     | 6      |
| 2013  | 12      | 0     | 2         | 7     | 7      |
| 2014  | 11      | 0     | 2         | 5     | 7      |
| 2015  | 11      | 0     | 3         | 6     | 9      |
| TOTAL | 109     | 0     | 8         | 32    | 68     |